# ウェスタン・シドニー・ワンダラーズFC
ウェスタン・シドニー・ワンダラーズ・フットボール・クラブ（Western Sydney Wanderers Football Club）は、オーストラリアのニューサウスウェールズ州シドニー郊外のパラマタをホームタウンとする、オーストラリアプロサッカーリーグ（Aリーグ）に加盟するプロサッカークラブ。

## 歴史

### 2012/13年（Aリーグ）クラブ創設とリーグ優勝
2012-13

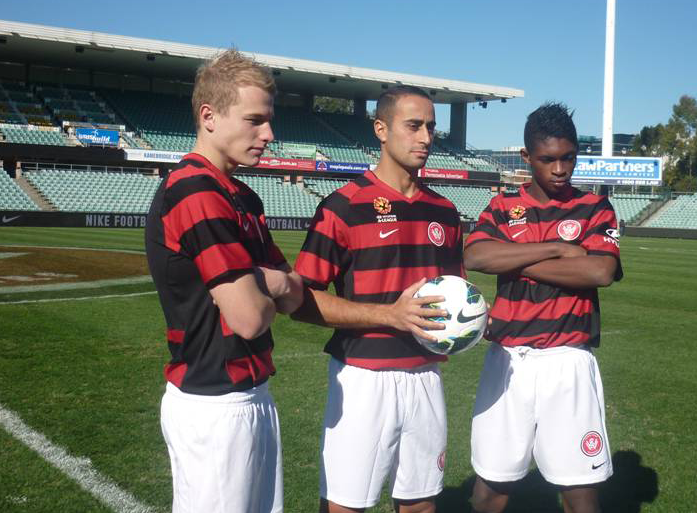
ユニフォームを着た選手たち

Aリーグを脱退したゴールドコースト・ユナイテッドFCに代わる新しいクラブとして、オーストラリアサッカー連盟 (FFA) により2012年4月4日に創設が告知され、6月25日に正式に創設された。Aリーグ参加を計画して2009年にパラマタをホームタウンとするシドニー・ローヴァーズFCが創設されたが、資金繰りの問題により参入は見送られチームは解散された。シドニー・ローヴァーズFCに代わるクラブとして、2012年4月4日にFFA CEOのベン・バックリーがシドニー西部に新しくクラブを作ると発言し、スコット・チッパーフィールドやルーカス・ニールが支援を表明した。5月17日にライアル・ゴーマンが代表に就任、クリスタル・パレスFCのコーチを務めていたトニー・ポポヴィッチが監督に就任することも発表された。
クラブ初シーズンとなったAリーグ2012-2013シーズンは、出だしで0勝1分2敗と低調な滑り出しとなったがその後は順調に勝ちを重ねRound 23（第23節）で首位となり、最終節Round 27でニューカッスル・ユナイテッド・ジェッツFCを3-0で破ってリーグ参入初年度でのレギュラーシーズン優勝が決定した。それに伴いAFCチャンピオンズリーグ2014の出場権を獲得した。

### 2013/14年（Aリーグ）
2013-14
AFCチャンピオンズリーグ2014でACL初出場すると予選で川崎、蔚山、貴州のグループHを4勝2敗で首位通過して決勝トーナメントに進出した。
ブリスベン・ロアーと優勝争いをしたが、Aリーグは2位で終えた。AFCチャンピオンズリーグ2015の出場権を獲得した。
小野伸二がコンサドーレ札幌に移籍。

### 2014/15年-（Aリーグ）アジア制覇
2014-15
ACL2014の決勝トーナメントでは日本王者・サンフレッチェ広島に第1戦を1-3で落としながらホームで2点ビハインドを逆転すると、前回王者で中国スーパーリーグ3連覇中の広州恒大を準々決勝で、その広州恒大を最後まで苦しめた韓国のFCソウルを準決勝で破って、オーストラリア勢として2008年のアデレード・ユナイテッド以来6年ぶりの決勝に進む。そして2014年11月1日、サウジアラビアのアル・ヒラルを下して、AFCチャンピオンズリーグを創設3年目で初優勝。オーストラリア勢としては初優勝の快挙を果たした。
FIFAクラブワールドカップ2014にAFC代表として出場し、準々決勝でクルス・アスル(メキシコ)、5位決定戦でESセティフ(アルジェリア)に敗れ6位に終わった。
2015年1月に入り、ニューカッスルのユースチームからサム・ギャラウェイ、アクヒサル・ベレディイエスポルからケレム・ブルトを獲得。さらにAFCチャンピオンズリーグ2015対策として、Jリーグから川崎の田中裕介、広島の髙萩洋次郎 らを相次いで獲得した。ヴィトール・サバは退団した。
2年連続の2回目の出場となったAFCチャンピオンズリーグ2015の予選で広州恒大、鹿島、ソウルのグループHを2勝2分2敗の3位で終えて連覇を逃した。前回王者がグループステージで敗退した。また2014-15シーズンのリーグ戦は序盤から苦戦が続き4勝6分17敗 9位で終えてACL2016の出場権を逃した。
2014-15シーズンをもって守護神でもあったアンテ・コヴィッチとACL2014の決勝点を決めたトミ・ユーリッチ、アントニー・ゴレッチ、ニキータ・ルカヴィツヤ、ケレム・ブルト、ヤコポ・ラ・ロッカ、ニック・ウォード、ジェイソン・トリフィーロ、ニック・カルマル、エイドリアン・マダスッチが退団した。イアンニ・ペルカティスはブラックタウン・シティFCへ移籍した。また2015年6月6日には田中裕介と髙萩洋次郎の日本人2選手が退団した。
2015-16
パース・グローリーFCからスコット・ジェイミーソンを獲得した。

## ダービー
同じシドニーに本拠地を置くシドニーFCとの対戦はシドニーダービーとなる。

## タイトル

### 国内タイトル
- Aリーグ・メン：1回
  - 2012-13

### 国際タイトル
- AFCチャンピオンズリーグ：1回 
  - 2014

## 過去の成績
| シーズン | ディビジョン  | ディビジョン | ディビジョン | ディビジョン | ディビジョン | ディビジョン | ディビジョン | ディビジョン | ディビジョン | ディビジョン | FFAカップ      | 最多得点者             | 最多得点者 |
| シーズン | リーグ        | 試           | 勝           | 分           | 敗           | 得           | 失           | 点           | 順位         | プレーオフ   | FFAカップ      | 選手                   | 得点数     |
| -------- | ------------- | ------------ | ------------ | ------------ | ------------ | ------------ | ------------ | ------------ | ------------ | ------------ | -------------- | ---------------------- | ---------- |
| 2012-13  | Aリーグ       | 27           | 18           | 3            | 6            | 41           | 21           | 57           | 1位          | 2位          | –              | マーク・ブリッジ       | 11         |
| 2013-14  | Aリーグ       | 27           | 11           | 9            | 7            | 34           | 29           | 42           | 2位          | 2位          | –              | トミ・ユーリッチ       | 12         |
| 2014-15  | Aリーグ       | 27           | 4            | 6            | 17           | 29           | 44           | 18           | 9位          | –            | ベスト32       | ケレム・ブルト         | 6          |
| 2015-16  | Aリーグ       | 27           | 14           | 6            | 7            | 44           | 33           | 48           | 2位          | 2位          | 準々決勝敗退   | ブレンドン・サンタラブ | 11         |
| 2016-17  | Aリーグ       | 27           | 8            | 12           | 7            | 35           | 35           | 36           | 6位          | EF           | 準々決勝敗退   | ブレンドン・サンタラブ | 16         |
| 2017-18  | Aリーグ       | 27           | 8            | 9            | 10           | 38           | 47           | 33           | 7位          | –            | 準決勝敗退     | オリオール・リエラ     | 19         |
| 2018-19  | Aリーグ       | 27           | 6            | 6            | 15           | 42           | 54           | 24           | 8位          | -            | 準決勝敗退     | オリオール・リエラ     | 13         |
| 2019-20  | Aリーグ       | 26           | 9            | 6            | 11           | 35           | 40           | 33           | 9位          | –            | 準々決勝敗退   | ミッチェル・デューク   | 14         |
| 2020-21  | Aリーグ       | 26           | 9            | 8            | 9            | 45           | 43           | 35           | 8位          | —            | —              | ブルース・カマウ       | 9          |
| 2021-22  | Aリーグ・メン | 26           | 6            | 9            | 11           | 30           | 38           | 27           | 10位         | —            | ベスト16       | トメル・ヘメド         | 6          |
| 2022-23  | Aリーグ・メン |              |              |              |              |              |              |              | 位           |              | プレーオフ敗退 |                        |            |

## 現所属メンバー
2021年11月28日現在 
注：選手の国籍表記はFIFAの定めた代表資格ルールに基づく。
| No. | Pos. |                  | 選手名                         |
| --- | ---- | ---------------- | ------------------------------ |
| 1   | GK   | オーストラリア   | ダニエル・マーガッシュ         |
| 2   | DF   | スコットランド   | ジギー・ゴードン               |
| 3   | DF   | コートジボワール | アダマ・トラオレ               |
| 4   | DF   | オーストラリア   | リース・ウィリアムズ           |
| 5   | MF   | イングランド     | ジャック・ロドウェル           |
| 6   | DF   | オーストラリア   | タス・ムルドゥクタス           |
| 7   | FW   | オーストラリア   | ラミー・ナジャリーン           |
| 8   | MF   | オーストラリア   | スティーブン・ウガルコヴィッチ |
| 9   | FW   | オーストラリア   | バーニー・イビニ＝イセイ       |
| 10  | FW   | イスラエル       | トメル・ヘメド                 |
| 11  | MF   | 日本             | 小川慶治朗                     |
| 13  | DF   | オーストラリア   | テイト・ラッセル               |
| 14  | MF   | オーストラリア   | ジェームス・トロイージ         |
| 17  | MF   | オーストラリア   | キアヌ・バッカス               |

| No. | Pos. |                | 選手名                       |
| --- | ---- | -------------- | ---------------------------- |
| 18  | FW   | オーストラリア | ジョルディ・スウィーベル     |
| 19  | DF   | オーストラリア | ダニエル・ウィルメーリング   |
| 20  | GK   | スペイン       | トマス・メヒアス             |
| 22  | DF   | オーストラリア | ジョン・コウトロームビス     |
| 23  | MF   | オーストラリア | ディミトリ・ペトラトス       |
| 25  | DF   | オーストラリア | フィリップ・カンカー         |
| 29  | MF   | オーストラリア | テリー・アントニス           |
| 30  | GK   | オーストラリア | ジャック・ワルシャウスキー   |
| 32  | FW   | オーストラリア | ジャロド・カルルッチョ       |
| 33  | DF   | オーストラリア | マーク・ナッタ               |
| 35  | DF   | オーストラリア | ネクタリオス・トリアンティス |
| 36  | FW   | オーストラリア | アレッサンドロ・ロペン       |
| 37  | FW   | オーストラリア | アレクサンダー・バドラート   |
| 39  | DF   | オーストラリア | トーマス・アクイリーナ       |
| --  | GK   | オーストラリア | ヴェドラン・ヤニェトヴィッチ |

監督
- マーク・ルダン

## 歴代監督
- トニー・ポポヴィッチ 2012-2017
- ハイデン・フォックス 2017
- ジョセップ・ゴンバウ 2017-2018
- マルクス・バッベル 2018-2020
- ジャン=ポール・ド・マリニー 2020
- カール・ロビンソン 2020-2022
- マーク・ルダン 2022-

## 歴代所属選手

### GK
- アンテ・コヴィッチ 2012-2015
- マシュー・スピラノヴィッチ 2013-2015
- ディーン・ブーザニス 2014-2016
- アンドリュー・レッドメイン 2015-2017
- タレク・エルリッチ 2012-2013,2018-2019

### DF
- マイケル・ビューチャンプ 2012-2014
- シャノン・コール 2012-2017
- 田中裕介 2015
- シャノン・コール 2018-2020

### MF
- 小野伸二 2012-2014
- ミッチ・ニコルズ 2015-2017
- ダリオ・ヴィドシッチ 2015-2016
- 髙萩洋次郎 2015
- 楠神順平 2016-2017
- アレクサンダー・バウムヨハン 2018-2019

### FW
- マーク・ブリッジ 2012-2016
- トミ・ユーリッチ 2013-2015
- ロメオ・カステレン 2014-2016
- ニキータ・ルカヴィツヤ 2014-2015
- ゴルゴル・メブラートゥ 2014-2016
- オリオール・リエラ 2017-2019
- マーク・ブリッジ 2017-2019
- ミッチェル・デューク 2019-2020